# 大町北一郎
大町 北一郎（おおまち ほくいちろう、1923年12月18日 – 1987年8月27日）は、日本の地質学者、教育者。専門は鉱床学・資源学。

## 経歴
- 1923年（大正12年) - 北海道室蘭にて生まれる
- 1943年（昭和18年) - 北海道大学理学部入学
- 1949年（昭和24年） - 北海道大学理学部卒業・北海道大学大学院特別研究生
- 1953年（昭和28年） - 北海道大学理学部講師
- 1956年（昭和31年） - 工業技術院地質調査所（現在の産総研地質調査総合センター）に転任
- 1959年（昭和34年） - 工業技術院特別研究に従事
- 1961年（昭和36年） - 理学博士（東日本の広收鉄鉱床に関する鉱床学的研究；北海道大学）[1]
- 1966年（昭和41年） - 金属鉱物探鉱促進事業団（現在の独立行政法人石油天然ガス・金属鉱物資源機構：JOGMEC）に出向
- 1970年（昭和45年） - 地質調査所に復帰
- 1971年（昭和46年） - 工業技術院地質調査所鉱床部部長
- 1977年（昭和52年） - 工業技術院地質調査所海洋地質部部長
- 1980年（昭和55年） - 山形大学理学部教授

## 業績

### 金属鉱床研究者として
北海道大学時代（1949年～1955年）に指導教員の鈴木醇教授や同僚たちとともに、北海道を中心とした金属鉱山の記載を精力的に行った。その対象は多様で、テルル、マンガン、鉄、ビスマス、銀、銅、鉱床の記載など多岐にわたっている。これらのうち特に鉄に関連する研究は大町の大きな業績の一つであり、その後の地質調査所以降においても精力的に調査を続け論評を行った。
工業技術院地質調査所（1956年～ 現国立研究開発法人産業技術総合研究所地質調査総合センター）に移ってからは、主に特別研究「低品位鉄鉱石調査研究」に従事し、さらに国内外の鉄を中心とした資源調査を行い、多くの報告書にまとめている。また、昭和29年から全国のウラン調査が長期計画として始まり、大町もそれに携わった。さらに、地質調査所の基幹業務である地質図編纂や特に昭和32(1957)年から始まった200万分の1「日本の鉱床図」（時代別I～IV)の調査・編纂に携わった。
金属鉱物探鉱促進事業団 (1966年～ 現独立行政法人石油天然ガス・金属鉱物資源機構）に移ってから広域地質構造調査を軌道に乗せた。これは戦後の日本産業が昭和30年代に神武景気、岩戸景気ときわめて高い成長を示す中で、国内地下資源産業は国際競争の渦に飲み込まれ、激しい試練を受けようとしていた。この流れの中で、政府はこれら地下資源の積極的な開発とその安定供給を図る方針のもと、「国による地下資源埋蔵地域の基礎調査の早急実施」などの国会決議により、特別研究として地質調査所に昭和38年度から「広域調査研究」が始まり、昭和41年度から事業団が引き継いで実施することになった。これに伴い大町は、広域調査の中心メンバーとして、広域調査研究－精密調査－企業探鉱による三段階の探鉱助成方式を軌道に乗せた。また、1968年（昭和43年）度から海外の鉱物資源の安定確保のために始まった「海外地質構造調査」に大町は海外調査課長として当初から携わり、国内でシステマティックに実施された三段階の探鉱助成方式のシステムを海外においても導入し、海外プロジェクト（チリ、ザイール、カナダ、マレーシアなど7つ）を企画・実施して実績を上げた。
地質調査所鉱床部長（1971年～) 時代にはつくば移転や、地質標本館の建設などに携わりながら、日本の資源問題についてや、地質調査所海洋地質部長 (1977年～) になって海底鉱物資源 (マンガン団塊) 調査の方針作成などを取りまとめるとともに、海洋資源について精力的に取りまとめた。
山形大学異動（1980年〜）後は教育へ軸足を移しつつも、科学研究費補助金総合研究(A)「深海底多種金属資源の生成環境と鉱物鉱床学的研究（課題番号57340048）」の研究代表者として、国内外の大学に所属する研究者による海洋鉱物資源研究を組織化し多大な成果を上げた。

## 人となり

### 呼称・あだ名
- 「ポクちゃん」：北海道大学時代の友人から。
- 「師匠」[31]、「大町さん」、「おおまっつぁん」：山形大学時代（当時の地球科学科では、学生でも「○○先生」と呼ぶのはごく改まった席、もしくは何かお願いするときのみで、通常は「さん」付けであった。[32]）

### 趣味・特技
- 学生によるアンケートへご本人の回答としては、趣味は「読書」、その他・自慢したいことは「本を集めること」であった[33]。大町の没後、遺族の厚意により、遺された大量の資料・書籍のうち稀少図書は理学部の共通図書室へ、一部は当時の2年目実験室に「大町文庫」として納められた[34]。
- 会話。ほぼ週に一度のペースで、学生の話を聴く機会を設けていた[35]。陽が傾く頃、学生は所属する講座の枠を越え大町の研究室に集い、もろもろのことを語り合った。その場は、存在しない5番目の講座ということで「5講座」とも呼ばれた[36]。大町は自身を「話し下手」と評していた[31]が、5講座では温かみのある言葉で学生を励まし鼓舞した。
- 手品。卒業生を送る会（追い出しコンパと呼ばれていた）等の大きな酒宴ではよく披露していた[31]。プロ並みの鮮やかすぎる手品では興ざめであるが、酔いも手伝いなかなかオチが決まらず、種が見えてしまっている大町の手品は、宴を一層盛り上げるものだった。
- イラスト。授業の際、配布される大量のプリント[37]には大町本人によるイラストが多数盛り込まれていた。イラスト用のアプリケーションやフリーの画像・イラストもない時代、自分のイメージに合うイラストは基本的に手描きをするしかなかった。大町の手による鉱床成因図は、後年、同僚であった原田憲一の著書『地球について―環境危機・資源涸渇と人類の未来』（国際書院）にも引用された。

### 愛車
- 変速機なし自転車。いわゆるママチャリ。どんな状況であっても自動運転のごとく自宅まで辿り着けることから、学生からは「流星号」と呼ばれていた[37]。鍵を開けるのにコツがいる。携帯電話もスマートフォンもない時代、お店の前に止められた自転車は居所を示すよい指標となった。

### 山形大学編
- 「山形県は歴史的な遺跡が多く、郷土史研究の盛んなところと聞いていますので、これからは研究のひまをみては遺跡めぐりでもしたいと思っています。とくに地球科学教室の先生がたは若く、国際的にも著名な研究発表をされているので、こんごの研究活動にかんしては日本の地球科学分野において注目されている教室ではないかと思っています。私もこのようなめぐまれた研究環境、自然環境の中で研究活動が出来ることは大変有意義な人生をおくることが出来るのではないかと思っています。」『理学部だより』の「新任のあいさつ」より抜粋[38]。
- 「かぎられた地球船の中で50〜60億の人間が生きのびるためには、地球科学という新しい綜合科学としての学問がどのように人類に貢献出来るかということを諸君達は冷静に考える必要があるのではないでしょうか。21世紀はもう目の前に来ています。新らしい目標に向ってチャレンジする気持ちを忘れず明日の地球科学のためにがんばる新入学生に期待します。」『理学部だより』の「地球科学科の新入生諸君へ」より抜粋[39]。
- 「先生は学生をことのほか可愛がられました。先生の研究室には、一升瓶がいつも備えてあり、夕方になると、近くのスーパーから酒のつまみの入ったビニール袋を下げて帰られる先生のお姿をよくお見かけしたものでした。そして深夜近くまで学生と杯を交わしながら、広く世界を歩かれたご体験を元に、学問のこと、社会のこと、あるいは人生について、学生に教えてくださったそうですね。先生のこうした教育のために、先生の講座は地球科学教室で、学生に最も人気がありました。毎年6月になって、学生が卒業論文を書くために講座に分かれる時がくると、先生の講座に学生がどっと集まって、私ども他の3つの講座では、学生を説得するのに大変苦労したのですよ。しかし、先生はどの講座の学生であろうと、別け隔てなく相談にのり、親身になって就職のお世話をしてくださいました。」山形大学理学部地球科学科学科主任の齋藤常正教授（当時）による弔辞より抜粋[40]。
- 「資源科学的研究と平行して、先生は教育にも情熱を注がれました。例えば、資源科学の授業内容を毎年のように組み換えられ、同時に膨大なプリント資料も作り直されました。新学期が近づくと授業計画表を片手に、「今度はこういう流れにしてみたんだ。どうだ。だんだんこっちも分かってきたぞ」と嬉しそうに仰るので、「こんな授業は一橋の大学院生か通産省や外務省の若手官僚に聞かせないと、学部学生には高度すぎて無理ですよ」と冷やかすと、「いいの、いいの。そのうちジワジワ効いて来るんだから」とまた楽しそうに準備を続けられたものでした。」山形大学理学部地球科学科の原田憲一助教授（当時）による追悼文より抜粋[41]。
- 「21年の人生の中で私のことをほめてくれた先生は大町先生だけです。うれしかった、とっても。」ある4年生[37]。
- 「日頃も先生の話が速くてよく聞き取れませんでしたが、私としてはお酒を飲んだときの先生の話を聴き取るのはもっと大変でした。」韓国からの留学生修士2年[37]。
- 「先生、私のおムコさんを決めて下さるというお話はどうなってしまうのですか。」ある3年生[37]。

## 大町語録
「じゃあ、まあ、どうもご苦労様でした。乾杯！」
「それでは、大町先生、乾杯の音頭をお願いいたします！」と皆に促されて発せられる言葉。せっかち。形式はどうでもよく、さあ始めましょう！という気持ちの表れ。
「こうなったら、しょうがない」
楽しく、有意義なお酒、このまま一次会で終わらせてはいけない、と思った瞬間に発せられる言葉。このあと「かけ橋」、「夕焼け小焼け」、もしくは「丸正」などへ皆で移動した。
「ざまあみろ」「ざまーみろ」
飲みながら皆で話していて、学生が「うーむ、このおっさん、ただのおやじじゃない」という表情になった瞬間に発せられる言葉。また、それ以外にも発言の最後に頻繁に付けられる。
「アングロサクソンに負けるな」
大町はこれまでの研究の経験からか、アングロサクソンには一目をおいていた。しかし、地方国立大学に所属する君たちも、日々精進すれば必ず何事か為せるはずである。そのような思いのなか、学生を鼓舞する言葉。
「軍団を組め」
山形大学は一地方国立大学であり、そのなかでも理学部地球科学科は歴史も浅い。伝統・規模という点で、旧帝大系の地質系の教室とは比べるまでもない。しかし卒業生・修了生が志を一つにし、一致団結すれば大きなことが成し遂げられる。そのような思いを学生に話したときの決めの言葉。その視線の先には大町の大構想『山形大学地球科学科30年計画』があった。すなわち、「最初の10年で山形県、20年で東北地方、そして30年で日本全国の主要ポストを地球科学科の卒業生で抑える。そのためには、地質調査業界・官庁・教職・マスコミ・コンピューターほか、あらゆる業界に卒業生を送り込んでシンジケートを造る。」というもの。なお、『地球環境学科設立30周年記念式典』は、大町の没後21年、2008年6月28日（土）に卒業生・教員・在学生など約150名の出席のもと盛大に行われた。
「知ったこっちゃね。」
嫌いなもの・人・施策等についてコメントを求められたときの反応。または、学生がうだうだ自己弁護をはじめた時、すかさず発せられる言葉。しかし完全に突き放す感じではなく、温かみも感じられる。もしくは、不意に自分に向けて賛辞が寄せられたときに照れて。
「おまえら、何処へ行っても根っこは地球科で繋がってんだからな、ざまーみろ」
出身大学はどうやっても消せないものの意。人も羨む大企業に就職した卒業生、もしくは旧帝大系の大学院に進学した卒業生のなかに、山大の地球科出身であることを負い目に感じている者がいる、という噂を耳にして。
「官僚みたいなことを言うな！」
年も若いのに、官僚答弁的な発言をする学生に対して。
「そのことは、オレに任せておけ。ハイ、それで終わり！」
学生からの苦情を聞いて。
「俺は帰るぞ。おかあちゃんが恋しいから。」
さすがに、もうこいつら（学生）とは付き合ってられない。帰る！ というときの一言。

## 主な論文・著書
大町北一郎 (1953) 秋田縣宮田又鉱山, 小眞木鉱山および北海道相泊鉱山の地質鉱床と輝蒼鉛鉱の産状について. 鉱山地質, 3(9), 181-186.
大町北一郎・松田俊治(1953) 秋田県宮田又鉱山産の輝蒼鉛鉱の化学成分について. 鉱物学雜誌, 1(2), 71-72.
大町北一郎(1953). 釜石鑛山の現況について: 特に陥没状況について. 地球科学, 1953(11), 18-21.
大町北一郎・鈴木淑夫・早川彰 (1955) 北海道苫小牧市を中心とせる海濱砂鐵鑛床について (I). 岩石鉱物鉱床学会誌, 39(4), 154-166.
大町北一郎・鈴木淑夫・早川彰 (1955) 北海道苫小牧市を中心とせる海濱砂鐵鑛床について (II). 岩石鉱物鉱床学会誌, 39(5), 216-222.
大町北一郎 (1955) 北海道胆振国釜谷鉱山の鉄鉱床とその鉱石について. 鉱山地質, 5(18), 241-247.
大町北一郎 (1957) 北海道小樽市近郊朝里鉱山の鉄鉱床とその鉄鉱石について 鉄鉱石の研究-2. 岩石鉱物鉱床学会誌, 41(2), 43-53.
大町北一郎 (1958) 北海道北見国伊奈牛鉱山 3 号坑鉱床と鉱石鉱物の共生関係について. 鉱山地質, 8(27), 18-32.
大町北一郎（1963）日本の鉄鉱石資源(地下の科学シリーズ〈2 通商産業省地質調査所編〉)．実業公報社，172p．
大町北一郎 (1973) 鉱物資源の将来性. 鉱山地質, 23, 85-94.
大町北一郎 (1976) 世界の鉄鉱石資源開発の問題点．地理 21(5), 37-50．
大町北一郎 (1983) 南極大陸の資源問題．地理 28(3), 54-60．
堀部純男・菅野昌義・大町北一郎（1986）海洋鉱物資源，読売新聞社，226p．

## 主な同僚

### 山形大学理学部地球科学科
岩石鉱物学講座（今田正、大場与志男、田中久雄）、地殻進化学講座（斎藤常正、岡田尚武、海保邦夫）、応用地学講座（原田憲一、中島和夫）、物理地学講座（高岡宣雄、斎藤和男、長谷見晶子）

## 大町北一郎に由来するもの
大町海山（Ohmachi Seamount）
伊豆小笠原弧中央部、孀婦岩の南東に分布する蛇紋岩が露出する海山。大町北一郎（元地質調査所海洋地質部長）を記念して命名された。